# Swap Meet
Swap Meet è un singolo del rapper statunitense Tyga, pubblicato il 18 settembre 2018 su etichetta Last Kings.

## Tracce
1. Swap Meet – 3:18